# Guido Löhr
Guido Löhr (* 3. Juli 1966 in Bad Ems) ist ein deutscher Extremradsportler, Vortragsredner, Blogger und Buchautor. 

## Sportliche Erfolge
In der nur vier Jahre dauernden Extremsportkarriere belegte er bei seiner Race Across America (RAAM) Qualifikation 2013 beim Schweizer Radmarathon den ersten Platz über die 720 Kilometer Strecke. 2014 beendete er das RAAM auf dem 12. Platz und wurde damit der 15. Deutsche, dem es gelang, das Race Across America zu finishen. 2016 wurde er 5. bei der im Rahmen des Glocknerman ausgetragenen Ultracycling Weltmeisterschaft. Außerdem gewann er im gleichen Jahr, bereits fünfzigjährig, das Race Around Ireland mit einer Zeit von 106:50 Std. für die 2204 Kilometer lange Strecke. 2017, bei seiner zweiten Race Across America Teilnahme wurde er Gesamtdritter und siegte in der Altersklassenwertung mit der zweitschnellsten Durchschnittsgeschwindigkeit, die je ein deutscher Teilnehmer beim RAAM erzielt hat.

## Autor und Blogger
Löhr veröffentlicht seit 2007 Reportagen von seinen Radreisen und Radmarathons auf verschiedenen Bloggingplattformen. Seit 2009 unter der Domain steilberghoch.com. Dabei decken die Berichte viele bekannte und beliebte Events wie den Ötztaler Radmarathon, verschiedene 24-Stunden-Rennen oder die L’Eroica ab, und schildern die Events lebhaft aus Sicht des Teilnehmers. 2018 veröffentlichte er ein Buch, das diesen Reportagestil auf das Race Across America übertrug.

## Werke
- 9 Tage 22 Stunden 40 Minuten. steilberghoch.com | Guido Löhr, Gießen 2018, ISBN 978-3-981-94640-6.